# Thérèse Snoy
Thérèse Snoy et d'Oppuers (Ophain-Bois-Seigneur-Isaac, 27 januari 1952) is een Belgisch voormalig politica van Ecolo.

## Levensloop
Snoy is een dochter van graaf oud-minister Jean-Charles Snoy et d'Oppuers. Ze promoveerde tot licentiate sociologie en tot licentiate stedenbouw en ruimtelijke ordening aan de Universite catholique de Louvain (UCL) en tot licentiate milieuwetenschappen aan de Université libre de Bruxelles (ULB). Ze trouwde in 1975 met Jean-Michel Corre (1944), een ambtenaar bij de Europese Unie. Ze kregen drie kinderen.
Van 1976 tot 1980 was ze opdrachthouder bij de administratie van het onroerend erfgoed, ministerie van Franse Cultuur. Van 1980 tot 1982 was ze op het eiland Mauritius om er voor een ngo opleidingen te verzorgen. Vervolgens werkte ze voor de Unité des eaux et forêts van de UCL en werkt aan een studie over de kleine boseigendommen in Wallonië. Van 1988 tot 1991 was ze kabinetsattaché bij Waals minister van Milieu Guy Lutgen (PSC). Van 1991 tot 1993 was ze voorzitster van het Centre régional bruxellois d'Initiation à l'Écologie (asbl Tournesol-Zonnebloem), dat ze meehielp oprichten.
Vanaf 1973 werkte Snoy mee met de milieuverenigingen in Waals-Brabant. Ze was van 1987 tot 1988 en van 1992 tot 2002 bestuurder bij Inter-Environnement Wallonie, waarvan ze van 1993 tot 1997 voorzitster en van 1997 tot 2002 secretaris-generaal was. 
Van 2003 tot 2004 werkte ze als adviseur bij Waals minister van Gezondheid Thierry Detienne en bij Ecolo. Daarna was ze van 2004 tot 2007 secretaris-generaal van de vzw Réseau Eco-consommation.
Van 2007 tot 2014 was ze Belgisch volksvertegenwoordiger, nadat ze eerder tevergeefs opkwam bij de federale verkiezingen van 2003 en de Europese verkiezingen van 2004. Bij de Europese verkiezingen van 2014 was ze lijstduwer op de Ecolo-lijst, maar werd ze niet verkozen. Van 2006 tot 2018 was ze eveneens gemeenteraadslid van Eigenbrakel.